# Erika Kinsey
Erika Kinsey, z domu Wiklund (ur. 10 marca 1988 w Nälden) – szwedzka lekkoatletka specjalizująca się w skoku wzwyż.
W 2005 zajęła 5. miejsce na mistrzostwach świata kadetów, a rok później była ósma podczas światowego czempionatu juniorów w Pekinie. Mistrzyni Europy juniorów z Hengelo (2007). Dwa lata później zajęła 8. miejsce na młodzieżowych mistrzostwach Starego Kontynentu w Kownie.
W latach 2009–2014 dwukrotnie zawieszała karierę lekkoatletyczną. Po powrocie do rywalizacji, zakwalifikowała się na mistrzostwa świata w Pekinie, podczas których zajęła 18. miejsce w eliminacjach i nie awansowała do finału. W 2016 była ósma na halowym czempionacie globu w Portland, a także brała udział w mistrzostwach Europy w Amsterdamie.
Złota medalistka mistrzostw Szwecji (także w wielobojach) oraz reprezentantka kraju na drużynowych mistrzostwach Europy.
Rekordy życiowe: stadion – 1,97 (21 czerwca 2015, Czeboksary); hala – 1,93 (20 marca 2016, Portland i 1 marca 2019, Glasgow).
Jej trenerem jest Polak - Tomasz Śmiałek

## Osiągnięcia
| Rok  | Impreza                                 | Miejsce        | Lokata            | Wynik |
| ---- | --------------------------------------- | -------------- | ----------------- | ----- |
| 2005 | Mistrzostwa świata juniorów młodszych   | Marrakesz      | 5. miejsce        | 1,82  |
| 2006 | Mistrzostwa świata juniorów             | Pekin          | 8. miejsce        | 1,80  |
| 2007 | Mistrzostwa Europy juniorów             | Hengelo        | 1. miejsce        | 1,82  |
| 2009 | Młodzieżowe mistrzostwa Europy          | Kowno          | 8. miejsce        | 1,83  |
| 2015 | Superliga drużynowych mistrzostw Europy | Czeboksary     | 4. miejsce        | 1,97  |
| 2015 | Mistrzostwa świata                      | Pekin          | el. – 18. miejsce | 1,89  |
| 2016 | Halowe mistrzostwa świata               | Portland       | 8. miejsce        | 1,93  |
| 2016 | Mistrzostwa Europy                      | Amsterdam      | el. – 22. miejsce | 1,85  |
| 2016 | Igrzyska olimpijskie                    | Rio de Janeiro | el. – 29. miejsce | 1,85  |
| 2017 | Mistrzostwa świata                      | Londyn         | el. – 21. miejsce | 1,85  |
| 2018 | Halowe mistrzostwa świata               | Birmingham     | 7. miejsce        | 1,84  |
| 2018 | Mistrzostwa Europy                      | Berlin         | 13. miejsce       | 1,87  |
| 2019 | Halowe mistrzostwa Europy               | Glasgow        | 7. miejsce        | 1,91  |
| 2019 | Superliga drużynowych mistrzostw Europy | Bydgoszcz      | 2. miejsce        | 1,94  |
| 2019 | Mistrzostwa świata                      | Doha           | el. – 18. miejsce | 1,85  |
| 2021 | Igrzyska olimpijskie                    | Tokio          | el. – 15. miejsce | 1,93  |